# Lista över stadsarkitekter i Malmö
Historik över stadsarkitekter i Malmö. 
| Namn             | född - död  | Stadsarkitekt                                                  |
| ---------------- | ----------- | -------------------------------------------------------------- |
| William Klein    | 1822 - 1900 | 1862 - 1892                                                    |
| Salomon Sörensen | 1856 - 1937 | 1893 - 1924                                                    |
| August Stoltz    | 1877 - 1959 | 1924 - 1942                                                    |
| Carl-Axel Stoltz | 1904 - 1975 | 1942 - 1969                                                    |
| Stig Jönsson     | 1925        | 1969 - 1989                                                    |
| Jan André        | 1934 - 2018 | 1989 - 1999                                                    |
| Christer Larsson | 1952        | 2000 - 2005 Distrikt väster (Stadsbyggnadsdirektör 2005- 2019) |
| Agneta Hammer    | 1952        | 2000 - 2007 Distrikt öster 2000-05                             |
| Ingemar Gråhamn  | 1955        | 2007 - 2020                                                    |
| Finn Williams    | [[]]        | 2021 -                                                         |